# Кубок ірландської ліги з футболу 2008
Кубок ірландської ліги 2008 — 35-й розіграш Кубка ірландської ліги. Переможцем вчетверте поспіль став Деррі Сіті.

## Календар
| Раунд        | Дата                       | Матчі | Клуби   |
| ------------ | -------------------------- | ----- | ------- |
| Перший раунд | 24 березня - 8 квітня 2008 | 8     | 24 → 16 |
| 1/8 фіналу   | 21 квітня - 6 травня 2008  | 8     | 16 → 8  |
| 1/4 фіналу   | 1 липня 2008               | 4     | 8 → 4   |
| 1/2 фіналу   | 4-25 серпня 2008           | 2     | 4 → 2   |
| Фінал        | 27 вересня 2008            | 1     | 2 → 1   |

## Перший раунд
| Команда 1       | Рахунок      | Команда 2         |
| --------------- | ------------ | ----------------- |
| 24 березня 2008 |              |                   |
| Кілдер Каунті   | 0:3          | Шемрок Роверс     |
| Керрі Ліга      | 1:1 пен. 3:2 | Вотерфорд Юнайтед |
| Спортінг Фінгал | 1:1 пен. 5:6 | Шелбурн           |
| Кілдрам Тайгерс | 1:6          | Слайго Роверз     |
| Брей Вондерерз  | 3:0          | Атлон Таун        |
| 25 березня 2008 |              |                   |
| Дандолк         | 3:0          | Монахан Юнайтед   |
| Вексфорд Ютс    | 1:0 дч       | Коб Рамблерс      |
| 8 квітня 2008   |              |                   |
| Голвей Юнайтед  | 2:0          | Лонгфорд Таун     |

## 1/8 фіналу
| Команда 1      | Рахунок      | Команда 2            |
| -------------- | ------------ | -------------------- |
| 21 квітня 2008 |              |                      |
| ЮКД            | 2:0          | Сент-Патрікс Атлетік |
| 29 квітня 2008 |              |                      |
| Корк Сіті      | 3:0          | Лімерик              |
| 5 травня 2008  |              |                      |
| Богеміан       | 4:0          | Дандолк              |
| Брей Вондерерз | 1:0          | Шемрок Роверс        |
| Деррі Сіті     | 3:0          | Фінн Гарпс           |
| Шелбурн        | 0:2          | Дрогеда Юнайтед      |
| Вексфорд Ютс   | 2:0          | Керрі Ліга           |
| 6 травня 2008  |              |                      |
| Слайго Роверз  | 0:0 пен. 5:6 | Голвей Юнайтед       |

## 1/4 фіналу
| Команда 1       | Рахунок | Команда 2      |
| --------------- | ------- | -------------- |
| 1 липня 2008    |         |                |
| ЮКД             | 1:2     | Вексфорд Ютс   |
| Голвей Юнайтед  | 3:0     | Брей Вондерерз |
| Деррі Сіті      | 4:1     | Богеміан       |
| Дрогеда Юнайтед | 0:2     | Корк Сіті      |

## 1/2 фіналу
| Команда 1      | Рахунок | Команда 2    |
| -------------- | ------- | ------------ |
| 4 серпня 2008  |         |              |
| Голвей Юнайтед | 0:2     | Деррі Сіті   |
| 25 серпня 2008 |         |              |
| Корк Сіті      | 0:1     | Вексфорд Ютс |

## Фінал
| 27 вересня 2008 |

| Вексфорд Ютс | 1:6      | Деррі Сіті                                     |
| ------------ | -------- | ---------------------------------------------- |
| Ферлонг 25'  | Протокол | Морроу 15', 28', 70' Макгінн 19', 30' Дірі 27' |

| Феррікарріг Парк, Вексфорд Арбітр: Р.Вінтер |